# Alpakarakush kyrgyzicus
Alpkarakush kyrgyzicus (que significa "Pájaro mítico de Kirguistán") es la única especie conocida del género extinto Alpkarakush, un dinosaurio terópodo metriacantosáurido, que vivió a mediados del período Jurásico, hace aproximadamente entre 165 a 161 millones de años, durante el Calloviense, en lo que es hoy Asia. Sus fósiles fueron encontrados en la Formación Balabansai del Jurásico de Kirguistán. Es conocido a partir de un esqueleto parcial.

## Descripción
Como terópodo metriacantosáurido, Alpkarakush es un depredador relativamente grande caracterizado por un cráneo alto y arqueado y extremidades traseras generalmente delgadas. Estos taxones tienen una ceja orbital pronunciada, una estructura decorativa sobre el ojo, que es especialmente evidente y rugosa en Alpkarakush.
Alpkarakush tiene una longitud corporal estimada de 7 a 8 metros. Basándose en las marcas de crecimiento observadas en el fémur mediante histología, Rauhut et al. determinaron que el holotipo, el más grande de los dos especímenes conocidos, tenía al menos 17 años cuando murió y probablemente todavía estaba creciendo lentamente. El paratipo más pequeño era mucho más joven cuando murió, siendo un ejemplar juvenil grande o posiblemente un subadulto pequeño.

## Descubrimiento e historia
El material fósil de Alpkarakush fue descubierto en sedimentos de la Formación Balabansai, en la localidad 'FTU-1', en el valle de Uurusai cerca de Tashkumyr en el Óblast de Jalal-Abad en Kirguistán. El trabajo de campo inicial en la localidad se realizó los años 2005 y 2006, durante el cual se encontraron dos esqueletos parciales de terópodos. Otras excavaciones realizadas en 2014 recuperaron material adicional, seguidas de trabajos posteriores en 2016 y 2017. Una expedición de 2023 volvió a visitar el sitio y encontró aún más material, incluidos dientes y huesos aislados. Los huesos recuperados representan al menos a dos individuos, ambos asignados a Alpkarakush. El espécimen holotipo consiste en huesos del cráneo, ambos postorbitales y un cuadratoyugal, varias vértebras dorsales parciales y cinco vértebras sacras, algunas costillas, una falange manual y un ungueal, el hueso del dedo y la garra, gran parte de la cintura pélvica y la mayoría de las extremidades traseras, los dos fémures, las dos tibias, elperoné izquierdo, un astrágalo-calcáneo, un tarso izquierdo, metatarsianos, una falange pedal y dos falanges ungueales pedales. El espécimen paratipo pertenece a un individuo más pequeño y consta de una cintura pélvica parcial y la tibia derecha. Se encontraron al menos siete dientes aislados y una fúrcula cerca que se asignaron a Alpkarakush, aunque la asociación de algunos de los dientes con este taxón es solo tentativa. Todo el material fósil se conserva en la Colección Paleontológica del Instituto de Geología, asociado a la Academia Nacional de Ciencias de Kirguistán.
En 2024, Rauhut et al. describieron a Alpkarakush kyrgyzicus como un nuevo género y especie de terópodo metriacantosáurido basándose en estos restos fósiles. El nombre genérico, Alpkarakush, es el nombre de un pájaro mítico y poderoso de la Epopeya de Manas. El nombre específico, kyrgyzicus, hace referencia al descubrimiento del taxón en la República Kirguisa.

## Clasificación
El estudio se ajustó principalmente a otros análisis filogenéticos recientes de dinosaurios terópodos, con un clado monofilético Coelophysoidea en la base de Neotheropoda, seguido por Ceratosauria y Tetanurae monofiléticos, seguido por una dicotomía de dos clados principales, Coelurosauria y Carnosauria, este último incluyendo Megalosauroidea y Allosauroidea.
Dentro de los megalosáuridos, se recuperaron dos subclados, Spinosauridae y Megalosauridae. Monolophosaurus fue encontrado como el espinosáurido ramificado más temprano y los espinosáuridos restantes se subdividieron en Baryonichinae y Spinosaurinae. Dentro de los megalosáuridos, se recuperó una politomía entre un clado Wiehenvenator-Torvosaurus, un clado Megalosaurus-Afrovenator y un clado que recuperó Dubreuillosaurus, Eustreptospondylus y Streptospondylus en una politomía. Los Allosauroidea se subdividieron en Metriacanthosauridae y Allosauria, siendo estos últimos los que incluían a Allosaurus , los Neovenatoridae y los Carcharodontosauridae.
Se encontró que Alpkarakush era un metriacantosáurido. En general, las interrelaciones de los metriacantosáuridos estaban mal resueltas, con solo dos subclados distintos dentro de este clado, uno que consiste en las dos especies del género Yangchuanosaurus y el otro, que se ajusta a la subfamilia Metriacanthosaurinae, de una politomía que incluye a Sinraptor, Metriacanthosaurus, Siamotyrannus y Alpkarakush. Shidaisaurus fue encontrado como un metriacantosáurido de ramificación temprana de posición incierta.

### Filogenia
En sus análisis filogenéticos, Rauhut et al. (2024) lo recuperaron como un miembro basal del clado metriacantosáurido Metriacanthosaurinae. Sus resultados se muestran en el siguiente cladograma:

|  | Piatnitzkysauridae                                               |
|  |                                                                  |
|  | \| \| Megalosauridae \| \| \| \| \| \| Spinosauridae \| \| \| \| |
|  |                                                                  |
|  | Megalosauridae                                                   |
|  |                                                                  |
|  | Spinosauridae                                                    |
|  |                                                                  |

|  | Megalosauridae |
|  |                |
|  | Spinosauridae  |
|  |                |

|  | Allosauridae        |
|  |                     |
|  | Carcharodontosauria |
|  |                     |

|  | Alpkarakush                                                                                      |
|  |                                                                                                  |
|  | \| \| Metriacanthosaurus \| \| \| \| \| \| Siamotyrannus \| \| \| \| \| \| Sinraptor \| \| \| \| |
|  |                                                                                                  |
|  | Metriacanthosaurus                                                                               |
|  |                                                                                                  |
|  | Siamotyrannus                                                                                    |
|  |                                                                                                  |
|  | Sinraptor                                                                                        |
|  |                                                                                                  |

|  | Metriacanthosaurus |
|  |                    |
|  | Siamotyrannus      |
|  |                    |
|  | Sinraptor          |
|  |                    |

|  | Alpkarakush                                                                                      |
|  |                                                                                                  |
|  | \| \| Metriacanthosaurus \| \| \| \| \| \| Siamotyrannus \| \| \| \| \| \| Sinraptor \| \| \| \| |
|  |                                                                                                  |
|  | Metriacanthosaurus                                                                               |
|  |                                                                                                  |
|  | Siamotyrannus                                                                                    |
|  |                                                                                                  |
|  | Sinraptor                                                                                        |
|  |                                                                                                  |

|  | Metriacanthosaurus |
|  |                    |
|  | Siamotyrannus      |
|  |                    |
|  | Sinraptor          |
|  |                    |

|  | Alpkarakush                                                                                      |
|  |                                                                                                  |
|  | \| \| Metriacanthosaurus \| \| \| \| \| \| Siamotyrannus \| \| \| \| \| \| Sinraptor \| \| \| \| |
|  |                                                                                                  |
|  | Metriacanthosaurus                                                                               |
|  |                                                                                                  |
|  | Siamotyrannus                                                                                    |
|  |                                                                                                  |
|  | Sinraptor                                                                                        |
|  |                                                                                                  |

|  | Metriacanthosaurus |
|  |                    |
|  | Siamotyrannus      |
|  |                    |
|  | Sinraptor          |
|  |                    |

|  | Alpkarakush                                                                                      |
|  |                                                                                                  |
|  | \| \| Metriacanthosaurus \| \| \| \| \| \| Siamotyrannus \| \| \| \| \| \| Sinraptor \| \| \| \| |
|  |                                                                                                  |
|  | Metriacanthosaurus                                                                               |
|  |                                                                                                  |
|  | Siamotyrannus                                                                                    |
|  |                                                                                                  |
|  | Sinraptor                                                                                        |
|  |                                                                                                  |

|  | Metriacanthosaurus |
|  |                    |
|  | Siamotyrannus      |
|  |                    |
|  | Sinraptor          |
|  |                    |

|  | Allosauridae        |
|  |                     |
|  | Carcharodontosauria |
|  |                     |

|  | Alpkarakush                                                                                      |
|  |                                                                                                  |
|  | \| \| Metriacanthosaurus \| \| \| \| \| \| Siamotyrannus \| \| \| \| \| \| Sinraptor \| \| \| \| |
|  |                                                                                                  |
|  | Metriacanthosaurus                                                                               |
|  |                                                                                                  |
|  | Siamotyrannus                                                                                    |
|  |                                                                                                  |
|  | Sinraptor                                                                                        |
|  |                                                                                                  |

|  | Metriacanthosaurus |
|  |                    |
|  | Siamotyrannus      |
|  |                    |
|  | Sinraptor          |
|  |                    |

|  | Alpkarakush                                                                                      |
|  |                                                                                                  |
|  | \| \| Metriacanthosaurus \| \| \| \| \| \| Siamotyrannus \| \| \| \| \| \| Sinraptor \| \| \| \| |
|  |                                                                                                  |
|  | Metriacanthosaurus                                                                               |
|  |                                                                                                  |
|  | Siamotyrannus                                                                                    |
|  |                                                                                                  |
|  | Sinraptor                                                                                        |
|  |                                                                                                  |

|  | Metriacanthosaurus |
|  |                    |
|  | Siamotyrannus      |
|  |                    |
|  | Sinraptor          |
|  |                    |

|  | Alpkarakush                                                                                      |
|  |                                                                                                  |
|  | \| \| Metriacanthosaurus \| \| \| \| \| \| Siamotyrannus \| \| \| \| \| \| Sinraptor \| \| \| \| |
|  |                                                                                                  |
|  | Metriacanthosaurus                                                                               |
|  |                                                                                                  |
|  | Siamotyrannus                                                                                    |
|  |                                                                                                  |
|  | Sinraptor                                                                                        |
|  |                                                                                                  |

|  | Metriacanthosaurus |
|  |                    |
|  | Siamotyrannus      |
|  |                    |
|  | Sinraptor          |
|  |                    |

|  | Alpkarakush                                                                                      |
|  |                                                                                                  |
|  | \| \| Metriacanthosaurus \| \| \| \| \| \| Siamotyrannus \| \| \| \| \| \| Sinraptor \| \| \| \| |
|  |                                                                                                  |
|  | Metriacanthosaurus                                                                               |
|  |                                                                                                  |
|  | Siamotyrannus                                                                                    |
|  |                                                                                                  |
|  | Sinraptor                                                                                        |
|  |                                                                                                  |

|  | Metriacanthosaurus |
|  |                    |
|  | Siamotyrannus      |
|  |                    |
|  | Sinraptor          |
|  |                    |

|  | Piatnitzkysauridae                                               |
|  |                                                                  |
|  | \| \| Megalosauridae \| \| \| \| \| \| Spinosauridae \| \| \| \| |
|  |                                                                  |
|  | Megalosauridae                                                   |
|  |                                                                  |
|  | Spinosauridae                                                    |
|  |                                                                  |

|  | Megalosauridae |
|  |                |
|  | Spinosauridae  |
|  |                |

|  | Allosauridae        |
|  |                     |
|  | Carcharodontosauria |
|  |                     |

|  | Alpkarakush                                                                                      |
|  |                                                                                                  |
|  | \| \| Metriacanthosaurus \| \| \| \| \| \| Siamotyrannus \| \| \| \| \| \| Sinraptor \| \| \| \| |
|  |                                                                                                  |
|  | Metriacanthosaurus                                                                               |
|  |                                                                                                  |
|  | Siamotyrannus                                                                                    |
|  |                                                                                                  |
|  | Sinraptor                                                                                        |
|  |                                                                                                  |

|  | Metriacanthosaurus |
|  |                    |
|  | Siamotyrannus      |
|  |                    |
|  | Sinraptor          |
|  |                    |

|  | Alpkarakush                                                                                      |
|  |                                                                                                  |
|  | \| \| Metriacanthosaurus \| \| \| \| \| \| Siamotyrannus \| \| \| \| \| \| Sinraptor \| \| \| \| |
|  |                                                                                                  |
|  | Metriacanthosaurus                                                                               |
|  |                                                                                                  |
|  | Siamotyrannus                                                                                    |
|  |                                                                                                  |
|  | Sinraptor                                                                                        |
|  |                                                                                                  |

|  | Metriacanthosaurus |
|  |                    |
|  | Siamotyrannus      |
|  |                    |
|  | Sinraptor          |
|  |                    |

|  | Alpkarakush                                                                                      |
|  |                                                                                                  |
|  | \| \| Metriacanthosaurus \| \| \| \| \| \| Siamotyrannus \| \| \| \| \| \| Sinraptor \| \| \| \| |
|  |                                                                                                  |
|  | Metriacanthosaurus                                                                               |
|  |                                                                                                  |
|  | Siamotyrannus                                                                                    |
|  |                                                                                                  |
|  | Sinraptor                                                                                        |
|  |                                                                                                  |

|  | Metriacanthosaurus |
|  |                    |
|  | Siamotyrannus      |
|  |                    |
|  | Sinraptor          |
|  |                    |

|  | Alpkarakush                                                                                      |
|  |                                                                                                  |
|  | \| \| Metriacanthosaurus \| \| \| \| \| \| Siamotyrannus \| \| \| \| \| \| Sinraptor \| \| \| \| |
|  |                                                                                                  |
|  | Metriacanthosaurus                                                                               |
|  |                                                                                                  |
|  | Siamotyrannus                                                                                    |
|  |                                                                                                  |
|  | Sinraptor                                                                                        |
|  |                                                                                                  |

|  | Metriacanthosaurus |
|  |                    |
|  | Siamotyrannus      |
|  |                    |
|  | Sinraptor          |
|  |                    |

|  | Allosauridae        |
|  |                     |
|  | Carcharodontosauria |
|  |                     |

|  | Alpkarakush                                                                                      |
|  |                                                                                                  |
|  | \| \| Metriacanthosaurus \| \| \| \| \| \| Siamotyrannus \| \| \| \| \| \| Sinraptor \| \| \| \| |
|  |                                                                                                  |
|  | Metriacanthosaurus                                                                               |
|  |                                                                                                  |
|  | Siamotyrannus                                                                                    |
|  |                                                                                                  |
|  | Sinraptor                                                                                        |
|  |                                                                                                  |

|  | Metriacanthosaurus |
|  |                    |
|  | Siamotyrannus      |
|  |                    |
|  | Sinraptor          |
|  |                    |

|  | Alpkarakush                                                                                      |
|  |                                                                                                  |
|  | \| \| Metriacanthosaurus \| \| \| \| \| \| Siamotyrannus \| \| \| \| \| \| Sinraptor \| \| \| \| |
|  |                                                                                                  |
|  | Metriacanthosaurus                                                                               |
|  |                                                                                                  |
|  | Siamotyrannus                                                                                    |
|  |                                                                                                  |
|  | Sinraptor                                                                                        |
|  |                                                                                                  |

|  | Metriacanthosaurus |
|  |                    |
|  | Siamotyrannus      |
|  |                    |
|  | Sinraptor          |
|  |                    |

|  | Alpkarakush                                                                                      |
|  |                                                                                                  |
|  | \| \| Metriacanthosaurus \| \| \| \| \| \| Siamotyrannus \| \| \| \| \| \| Sinraptor \| \| \| \| |
|  |                                                                                                  |
|  | Metriacanthosaurus                                                                               |
|  |                                                                                                  |
|  | Siamotyrannus                                                                                    |
|  |                                                                                                  |
|  | Sinraptor                                                                                        |
|  |                                                                                                  |

|  | Metriacanthosaurus |
|  |                    |
|  | Siamotyrannus      |
|  |                    |
|  | Sinraptor          |
|  |                    |

|  | Alpkarakush                                                                                      |
|  |                                                                                                  |
|  | \| \| Metriacanthosaurus \| \| \| \| \| \| Siamotyrannus \| \| \| \| \| \| Sinraptor \| \| \| \| |
|  |                                                                                                  |
|  | Metriacanthosaurus                                                                               |
|  |                                                                                                  |
|  | Siamotyrannus                                                                                    |
|  |                                                                                                  |
|  | Sinraptor                                                                                        |
|  |                                                                                                  |

|  | Metriacanthosaurus |
|  |                    |
|  | Siamotyrannus      |
|  |                    |
|  | Sinraptor          |
|  |                    |